# サウジ国王杯
サウジ国王杯（サウジこくおうはい）、もしくはキングスカップ（King's Cup）は、サウジアラビアで毎年行われるサッカーのカップ戦である。

## 概要
大会はおよそ70年ほどの歴史の中でレギュレーションに変遷はあるが、基本的に勝ち抜きのトーナメント形式で争い、優勝チームが国王から賜与される優勝杯を受け取る権利を得る。大会は1956年から始まり、1990年に一度中断した後2007年に再開した。2013年には大きなレギュレーションの変更もあった。
サウジ国王杯の優勝チームは、アジアサッカー連盟（AFC）が主催するAFCチャンピオンズリーグ2（ACL2）に出場する権利を得る。また、サウジ・プロリーグの優勝者と試合をするサウジ・スーパーカップへの出場の権利も得る。優勝賞金は550万リヤール、日本円に換算すると約1億6000万円（2017年のレート）、準優勝賞金は400万リヤールである。

## 歴史

### 1956年 - 1990年
1956年の創設から1990年まで国王杯 (アラビア語: كأس الملك, カアス＝ル＝マリク) と呼ばれ、ノックダウン方式の勝ち抜きトーナメント方式であった。1990年に一度中断し、17年後の2007年に再開した。再開時には正式名称がチャンピオンズクラブのための二聖都の守護者杯 (アラビア語: كأس خادم الحرمين الشريفين للأندية الأبطال) と定められた。
二聖都の守護者 (ハーディム・アル＝ハラマイン・アッ＝シャリーファイン) は、歴史的にメッカとマディーナを含むヒジャーズ地方を支配する政治権力に与えられる称号で、非常に権威あるものである。18世紀中葉以来、サウード家の家長がこの称号を受け継いでおり、したがって「二聖都の守護者」はサウジアラビア国王その人を指す。

### 2007年 - 2013年
2007年から2013年までのシステムにおいては、サウジアラビアサッカー連盟の1部リーグ（サウジ・プロフェッショナルリーグ）所属の上位6チームと、別の2つのカップ争奪戦（王太子杯とファイサル王子杯）で優勝した2チームの、計8チームにトーナメント参加資格が与えられた。あるチームが参加資格を重複して得ることとなった場合、次の優先順位でその参加資格が他のチームに与えられる。
1. 王太子杯戦で2位となったチーム
2. ファイサル王子杯戦で2位となったチーム
3. 1部リーグにおける7位のチーム
4. 1部リーグにおける8位のチーム

2013-14シーズンから、旧システムに一部回帰するレギュレーションに改められた。国内のサッカークラブ153チームに国王杯への参加が認められ、最終ラウンドに残った32チームがノックアウト形式のトーナメントを争う。ただし、セミファイナルは総当たり戦。正式名称からも「チャンピオンズクラブのための」が抜かれ、二聖都の守護者杯 (アラビア語: كأس خادم الحرمين الشريفين) に改められた。

## クラブ別優勝回数
| クラブ名           | 回数 | 優勝年度                                                                     |
| ------------------ | ---- | ---------------------------------------------------------------------------- |
| アル・アハリ       | 13   | 1962, 1965, 1969, 1970, 1971, 1973, 1977, 1978, 1979, 1983, 2011, 2012, 2016 |
| アル・ヒラル       | 11   | 1961, 1964, 1980, 1982, 1984, 1989, 2015, 2017, 2020, 2023, 2024             |
| アル・イテハド     | 10   | 1958, 1959, 1960, 1963, 1967, 1988, 2010, 2013, 2018, 2025                   |
| アル・ナスル       | 6    | 1974, 1976, 1981, 1986, 1987, 1990                                           |
| アル・シャバブ     | 3    | 2008, 2009, 2014                                                             |
| アル・イテファク   | 2    | 1968, 1985                                                                   |
| アル・ワフダ       | 2    | 1957, 1966                                                                   |
| アル・タアーウン   | 1    | 2019                                                                         |
| アル・ファイサリー | 1    | 2021                                                                         |
| アル・フェイハ     | 1    | 2022                                                                         |